# سجاد اوبوسون
قالب:Infobox textile

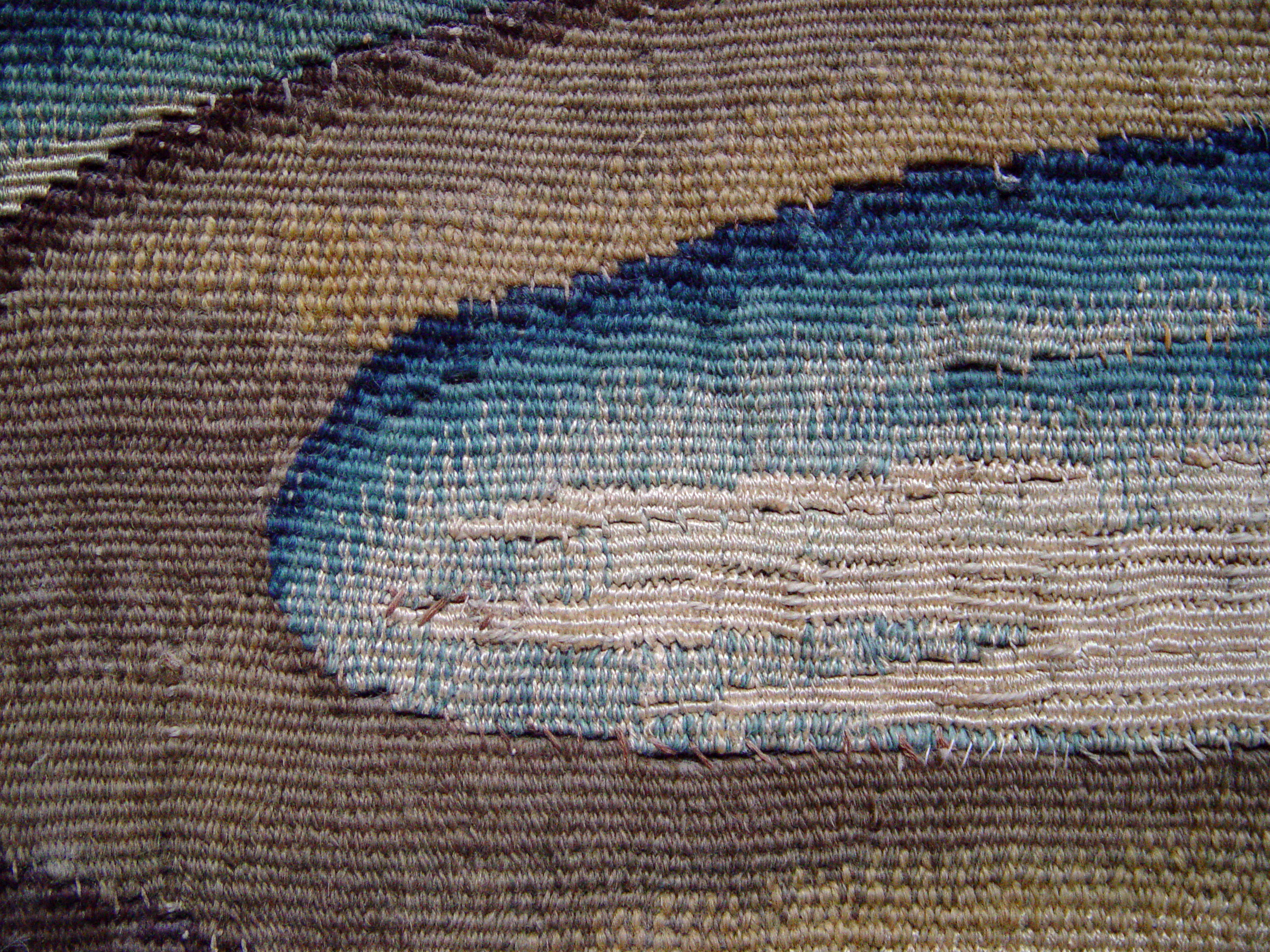
تفاصيل من سجاد نايسانس دي ماري في دير كنيسة سان تروفيم، آرل

سجاد أوبوسون هو سجاد مصنوع في أوبوسون, في وادي الكروز العلوي في وسط فرنسا. يغطي المصطلح عادة المنتجات المماثلة المصنوعة في بلدة فيليتان القريبة، حيث يتم التعامل في كثير من الأحيان مع منتجاتها على أنها "أوبوسون". ربما نشأت هذه الصناعة قريبًا بعد عام 1300 بوجود نول في ورش العمل العائلية. ربما كانت تُدير بالفعل من قبل الفلمنجيين الذين كانوا مذكورين في وثائق من القرن 16.
في القرن 18، نجحت سجاد أوبوسون في المنافسة مع صناعة سجاد جوبلين الملكية والموقف المحسوب لسجاد بوفيه، على الرغم من أنها عمومًا كانت لا تُعتبر مثيلتها.
في عام 2009، تم إدراج "سجاد أوبوسون" في قائمة التراث الثقافي غير المادي للإنسانية من قبل اليونسكو. في ذلك الوقت، كانت الصناعة تدعم ثلاث ورش عمل وعشرة أو نحو ذلك من النسّاجين الحريفين.

## التاريخ
تم تحديد الفليتين باعتباره مصدر مفروشات أوبيسون في قائمة جرد شارلوت ألبريت، دوقة فالنتينوا وأرملة سيزار بورجيا (1514).
حصلت ورش العمل على ميثاق ملكي في عام 1665، لكنها أصبحت مستقلة في أواخر القرن الثامن عشر، مع تصميمات فرانسوا باوتشر، وجان بابتيست أودري، وجان بابتيست هويت، والعديد من موضوعات الروكوكو الرعوية. عادةً، اعتمدت منسوجات أوبيسون على النقوش كمصدر للتصميم، أو الرسومات ذات الحجم المنخفض التي عمل بها النساجون ذوو الالتواء المنخفض. كما هو الحال مع المفروشات الفلمنكية والباريسية في نفس الوقت، تم وضع الأشكال على خلفية تقليدية من الخضرة وأوراق الشجر المنمقة والمقالات الصغيرة للنباتات التي تجلس عليها الطيور والتي منها لمحات من الأبراج والمدن.
```
في القرن التاسع عشر، حافظت نسخ القطع من القرن السابق، وأغطية الأثاث، وكذلك السجاد المزخرف بالزهور، على استمرارية الصناعة، واستحوذت المدينة على الكثير من إحياء ما بعد الحرب العالمية الثانية في نسج النسيج.  في الواقع، انتقل المصمم الرائد جان لوركات إلى هناك في سبتمبر 1939، مع مارسيل جرومير وبيير دوبروي.
```

```
لوحة "لو بوكيه" (1951) لمارك سان ساينز تعد من بين أفضل وأكثر المفروشات الفرنسية تمثيلاً في الخمسينيات.  إنها تكريم لولع سان ساينز بالمشاهد الطبيعية والحياة الريفية.
```

```
يضم متحف Cité Internationale de la Tapisserie [fr]) في أوبيسون الذي تم افتتاحه في عام 2016 مجموعة كبيرة من مفروشات أوبيسون.
```

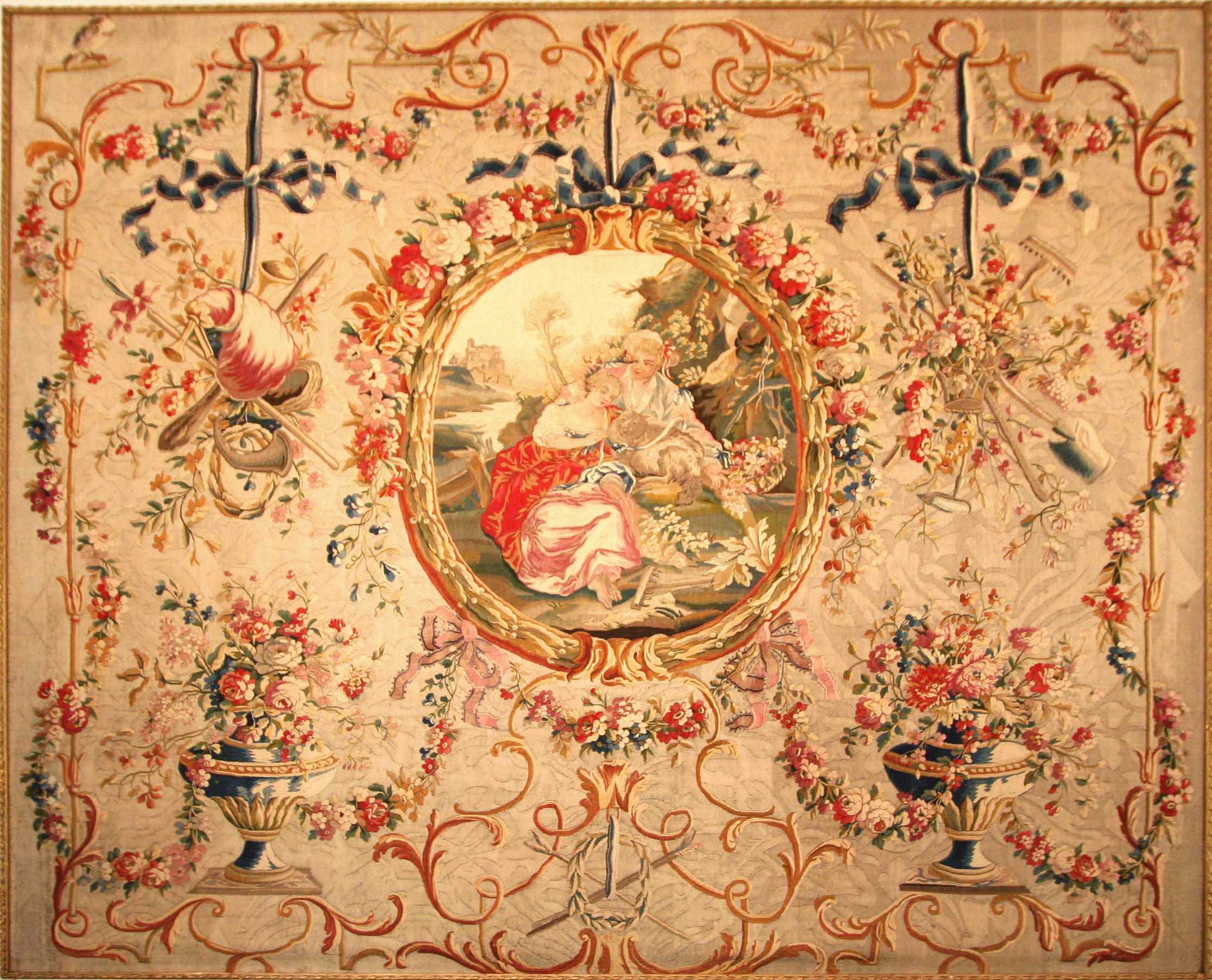
سجاد أوبوسون بعد جان باتيست هويت, ح. 1786
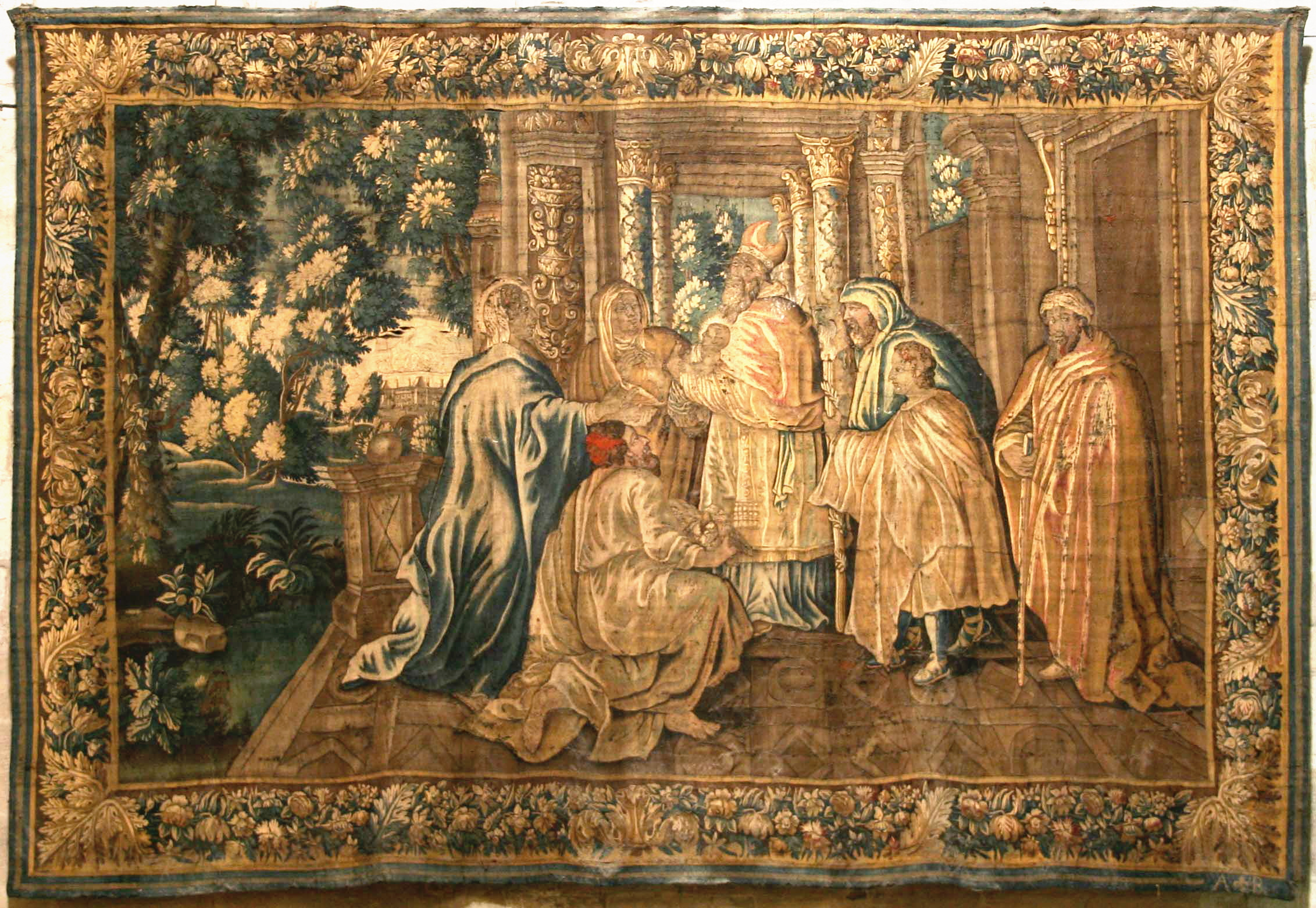
سجاد أوبوسون من آرل
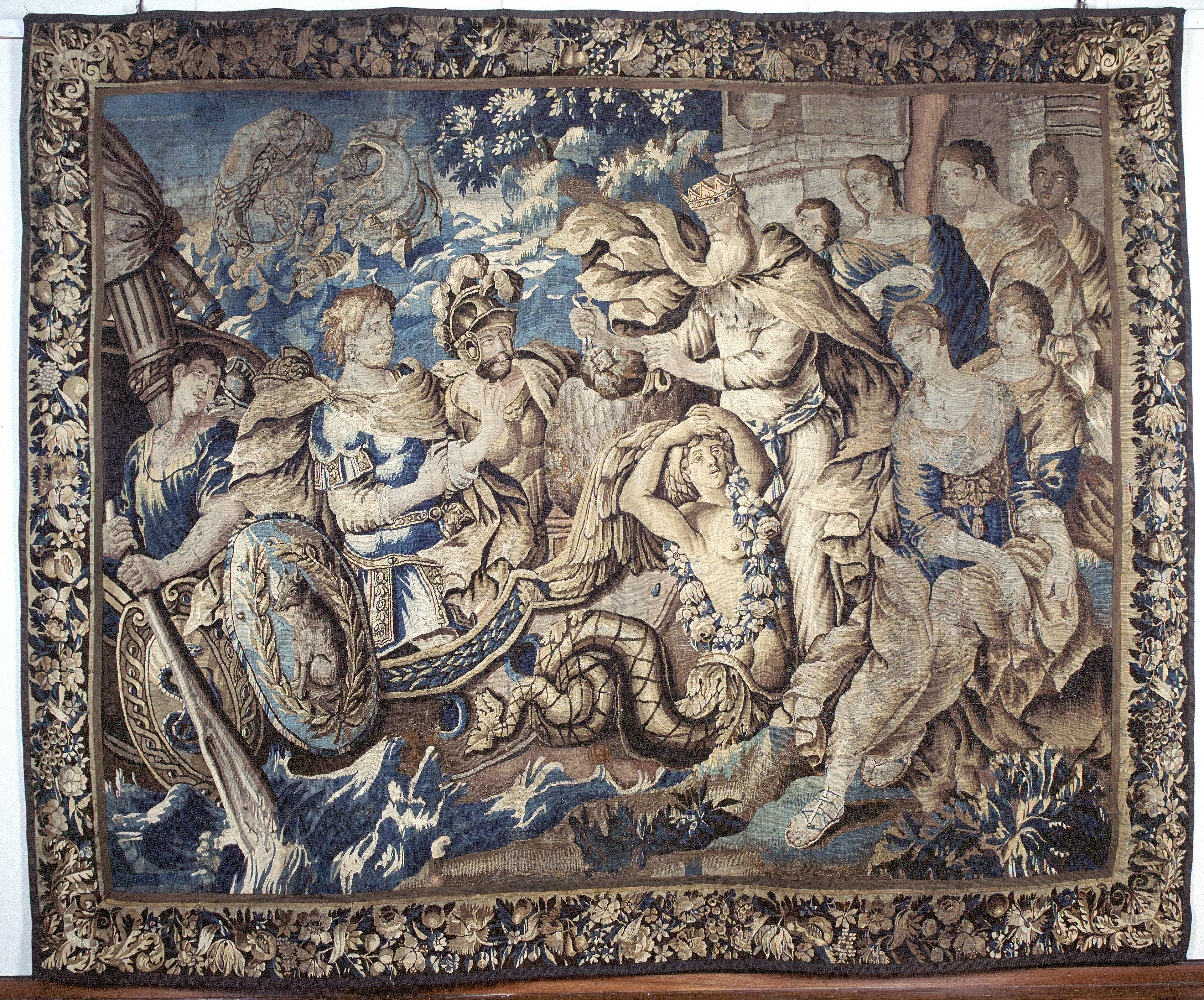
سجاد أوبوسون؛ تصميم إسحاق مويون في Cité internationale de la tapisserie (fr)، أوبوسون

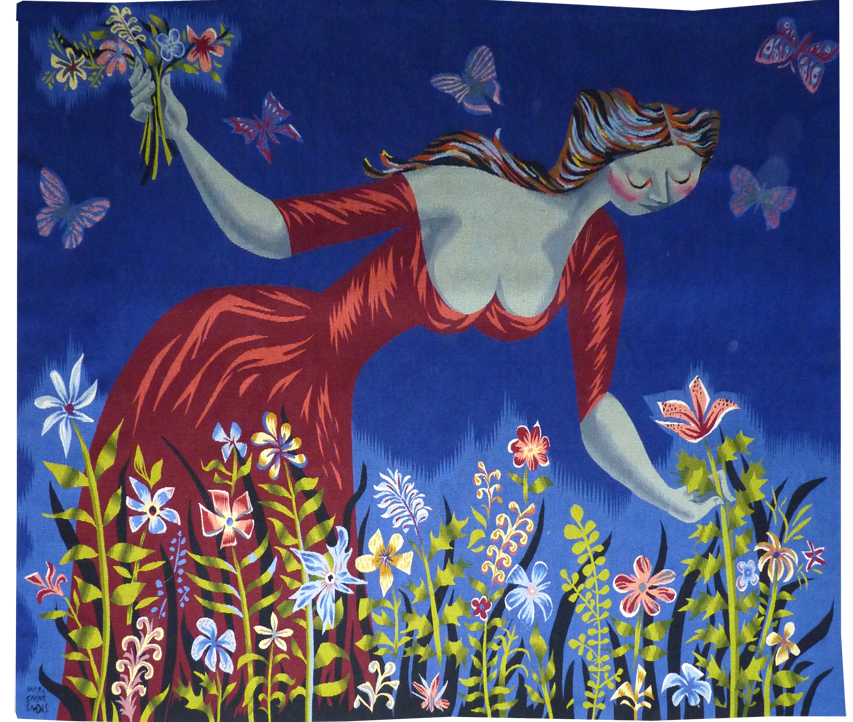
لو بوكيه، من مارك سان ساينز, 1951

## الملاحظات
1. ↑  Osborne, 761
2. ↑  R. A. Weigert, French Tapestry 1956: 135–142.
3. ↑  "سجاد أوبوسون", اليونسكو نسخة محفوظة 2023-10-04 على موقع واي باك مشين.
4. ↑  Weigert 1956:136.
5. ↑  Osborne, 61

## روابط خارجية
قالب:Tapestry